# Lago del Der-Chantecoq
El lago del Der-Chantecoq (en francés: lac du Der-Chantecoq) es un lago artificial situado cerca de las ciudades de Saint-Dizier y Vitry-le-François, entre las departamentos de la Marne y de la Haute-Marne.
Diseñado para proteger  París de inundaciones, el embalse del Marne, tiene como objetivo fortalecer el flujo del Marne, en estiaje y mitigar el alcance de las inundaciones. Debe su nombre  tanto al país del Der, región natural donde está implantado, y el pueblo de Chantecoq que fue destruido con los de Champaubert-aux-Bois y Nuisement-aux-Bois en las obras de construcción de los años 1960 y 1970.
Su capacidad nominal es de 350 hm³. Con un área de 48 km², es el mayor lago artificial de Europa, con exclusión de los embalses. También es el mayor lago artificial de Francia, incluidos embalses.

## Galería de imágenes

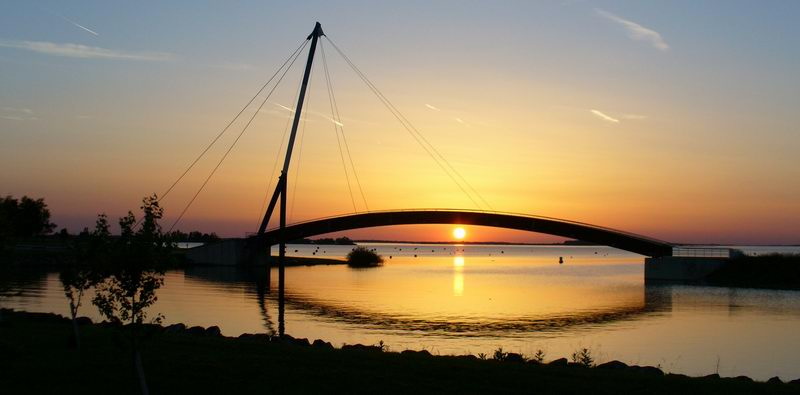
Giffaumont-Champaubert
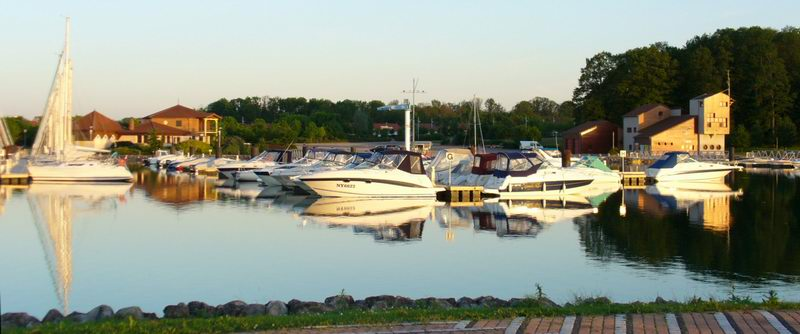
Puerto deportivo en Giffaumont
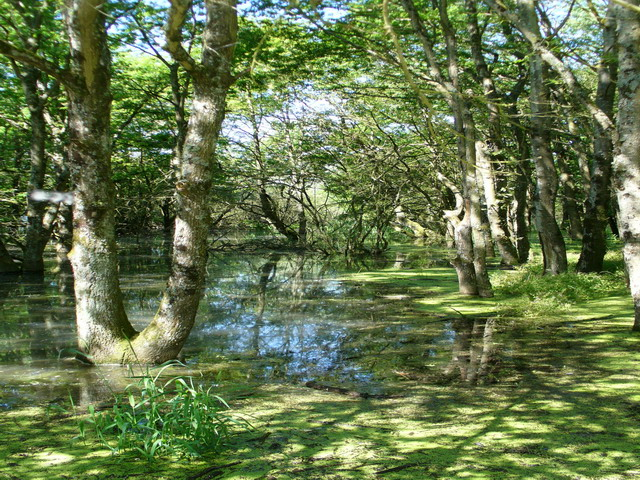
El viejo der